# Florian Janny
Florian Janny (* 29. Dezember 1994 in Gmunden; † 6. Oktober 2019 in Kitzbühel) war ein österreichischer Eishockeytorwart, der zuletzt beim EC Kitzbühel in der Alps Hockey League unter Vertrag stand.

## Leben und Karriere
Janny begann seine Eishockeykarriere beim EHC Linz. In der Saison 2013/14 gehörte er als Backup-Torhüter dem Erstligakader an. In der Saison 2016/17 kam es zu seinen ersten Einsätzen in der Erste Bank Eishockey Liga. In der Saison 2018/19 spielte er für den viertklassigen EHC Wattens. Zur Saison 2019/20 wurde er in den Kader des EC Kitzbühel aufgenommen und absolvierte am 5. Oktober 2019 sein erstes Pflichtspiel für den Club, nach welchem er als „Man of the Match“ ausgezeichnet wurde.
Am nächsten Tag, dem 6. Oktober, wurden Janny und vier weitere Menschen im Rahmen eines Eifersuchtsmordes in Kitzbühel erschossen.

## Erfolge und Auszeichnungen
- 2015 Österreichischer U20-Meister mit dem EHC Linz

## Karrierestatistik

### Playoffs
(Legende zur Torhüterstatistik: GP oder Sp = Spiele insgesamt; W oder S = Siege; L oder N = Niederlagen; T oder U oder OT = Unentschieden oder Overtime- bzw. Shootout-Niederlage; Min. = Minuten; SOG oder SaT = Schüsse aufs Tor; GA oder GT = Gegentore; SO = Shutouts; GAA oder GTS = Gegentorschnitt; Sv% oder SVS% = Fangquote; EN = Empty Net Goal; 1 Play-downs/Relegation; Kursiv: Statistik nicht vollständig)